# Nicolas Ryser
Pour les articles homonymes, voir Ryser.
 (octobre 2018).
Nicolas Ryser est un dessinateur et un coloriste français de bande dessinée, né le 8 février 1976 à Ivry-sur-Seine.

## Biographie
Nicolas Ryser naît en 1976. Il se forme à l’École Estienne, à Paris, dans la section « métiers arts ». Dans le même temps, il réalise des commandes comme illustrateur, notamment pour le magazine de jeu de rôle Casus Belli ou le jeu de rôle Hystoire de Fou de Denis Gerfaud. Entre 2001 et 2004, il dessine la trilogie Hariti, scénarisée par Igor Szalewa. Par la suite, il publie régulièrement des albums de bande dessinée en collaboration avec plusieurs scénaristes.
Il s'installe ensuite en Basse Normandie. En 2011, Nicolas Ryser a intégré le comité artistique du festival BD Des Planches et des Vaches.

## Publications
- série Hariti, scénario d'Igor Szalewa, dessins et couleurs de Nicolas Ryser, Glénat coll. « Grafica », trilogie, 2001-2004

1. Un ventre aride, 2001
2. Le fruit de nos entrailles, 2003
3. Toutes les sèves de l'aurore, 2004

- Voltige et Ratatouille, tome 5 Cœur de héros , scénario d'Igor Szalewa, dessins de Nicolas Ryser, Treize étrange, 2001

- Shamira, scénario de Christian Godard, dessins de Nicolas Ryser, Glénat, 2005.

- série Tao le petit samouraï, scénario de Laurent Richard, dessins de Nicolas Ryser, Bayard jeunesse 2005-2013, 7 tomes :

1. Tao le petit samouraï, 2005
2. Nem pas peur, 2006
3. Farces et attaques, 2007
4. Pitres et dragons, 2008
5. Au championnat d'arts martiaux, 2010
6. Nem pas mal !, 2011
7. Pas de suchis, 2013
8. Attaché vos ceintures !, 2015

La série est traduite par Edward Gauvin aux États-Unis depuis 2014 sous le titre Tao, The Little Samouraï. Cinq tomes sont parus aux éditions Graphic Universe : Pranks and attacks!, Ninjas and knock outs!, Clowns and dragons!, The championship!, Wild animals!
- série Les Yeux d'Edith, scénario de Jean-Blaise Djian, dessins de Nicolas Ryser, couleurs de Catherine Moreau, Vents d'Ouest coll. « Terres d'origine », 2008-2010. Deux tomes sont parus alors qu'il est prévu une trilogie :

1. Cambremer, 2008
2. Calvados, 2010

- Ushuaïa Junior, scénario d'Antonio Tettamanti, dessins de Nicolas Ryser, éditions Convergences, 2008.

- série Les Derniers Argonautes, scénario de Djian et Olivier Legrand, dessins de Nicolas Ryser, éditions Glénat coll. « Grafica », 2 tomes, série en cours.

1. Le silence des dieux, 2012
2. La Mer du Destin, 2015